# 月山镇 (博爱县)
月山镇，是中华人民共和国河南省焦作市博爱县下辖的一个乡镇级行政单位。

## 行政区划
月山镇下辖以下地区：
上庄村、花园村、后乔村、小辛庄村、牛磨村、苏寨村、司中道村、侯山村、杨中道村、乔村、石桥村、皂角树村、西杨庄村、前庄西村、后庄西村、九府庄村、图王村、黄岭村、东矾厂村和西矾厂村。